# Ștefan Andrei
Ștefan Andrei (ur. 1931, zm. 2014) – rumuński polityk komunistyczny, minister spraw zagranicznych w latach 1979–1985, aresztowany w ostatnich dniach grudnia 1989 po obaleniu Nicolae Ceaușescu.

## Życiorys
W 1956 uzyskał dyplom inżyniera Wyższej Szkoły Budownictwa w Bukareszcie. Od 1960 do 1963 był członkiem Komitetu Wykonawczego Związku Stowarzyszeń Studenckich, a od 1962 do 1965 członkiem Biura Centralnego Komitetu Związku Młodzieży Pracującej. W obu organizacjach odpowiadał za stosunki międzynarodowe. Od października 1965 był zastępcą kierownika Wydziału ds. Stosunków z Krajami Socjalistycznymi. KC RPK, w kwietniu 1972 objął funkcję sekretarza KC ds. zagranicznych. Od listopada 1974 był członkiem Stałego Biura Politycznego Komitetu Wykonawczego KC RPK. W lutym 1978 prowadził rozmowy z liderami partii węgierskich o problemach węgierskiej mniejszości w Siedmiogrodzie. Miało to miejsce w trakcie konferencji sekretarzy partii krajów socjalistycznych w Budapeszcie na tematy ideologiczne i międzynarodowe. Był głównym wykonawcą decyzji Nicolae Ceaușescu w sprawach zagranicznych. Znano go z luksusowego trybu życia i wyciągania osobistych korzyści z protekcji. W marcu 1978 został ministrem spraw zagranicznych. Był towarzyszem Nicolae Ceaușescu w trakcie jego licznych podróży. Omawiał kwestie narodowych mniejszości w Rumunii podczas konferencji w Budapeszcie (marzec 1983) i Bonn (marzec 1984). W trakcie XIII Zjazdu RPK w listopadzie 1984 usunięto go ze Stałego Biura Politycznego Komitetu Wykonawczego. Ceaușescu powierzył mu opiekę nad swoim najmłodszym synem Nicu, jednak Andrei akceptował jego skandaliczne wybryki zamiast przygotować go jako następcę na stanowisko przywódcy państwa. Pod koniec 1985 odszedł z MSZ i otrzymał urząd sekretarza KC, który odpowiadał za ratowanie bankrutującej gospodarki. Kariera polityczna Andrei dobiegła końca po załamaniu się reżimu Ceaușescu.
Jeszcze w czasie studiów wziął ślub z Violetą Andrei. Małżeństwo z tą aktorką filmową było obiektem inwigilacji przeprowadzonej z rozkazu Eleny Ceaușescu. 